# Lotononis lotononoides
Lotononis lotononoides là một loài thực vật có hoa trong họ Đậu. Loài này được (Scott-Elliot) B.-E.van Wyk miêu tả khoa học đầu tiên.